# Kviinge församling
Kviinge församling är en församling i Göinge kontrakt i Lunds stift. Församlingen ligger i Östra Göinge kommun i Skåne län och ingår i Knislinge pastorat.

## Administrativ historik
Församlingen har medeltida ursprung.
Församlingen var till 1962 moderförsamling i pastoratet Kviinge och Gryt. Från 1962 till 2006 var den annexförsamling i pastoratet Knislinge, Kviinge och Gryt. Från 2006 i ett pastorat med Knislinge-Gryts församling, benämnt Knislinge pastorat.

## Kyrkor
- Kviinge kyrka